# Lista postaci serialu Rodzina zastępcza
Lista postaci serialu Rodzina zastępcza – artykuł przedstawia bohaterów polskiego serialu telewizyjnego Rodzina zastępcza (od odcinka 157. pod tytułem Rodzina zastępcza plus).

## Anka

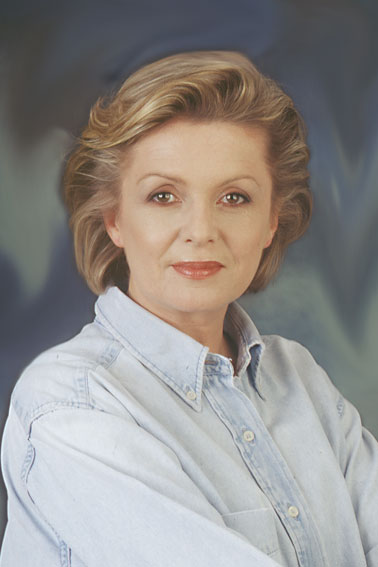
Gabriela Kownacka

Anna Kwiatkowska – zajmuje się prowadzeniem domu, wychowywaniem dzieci i działalnością artystyczną (malarstwo). We wcześniejszych odcinkach paliła papierosy i dorabiała w redakcji czasopisma dla kobiet, pełniąc dyżury reporterskie oraz odpowiadając na listy czytelników. Z wykształcenia polonistka, nigdy nie pracowała w swoim zawodzie. Po raz ostatni postać Anki pojawiła się w odcinku 292.
Grana przez Gabrielę Kownacką.

## Jacek

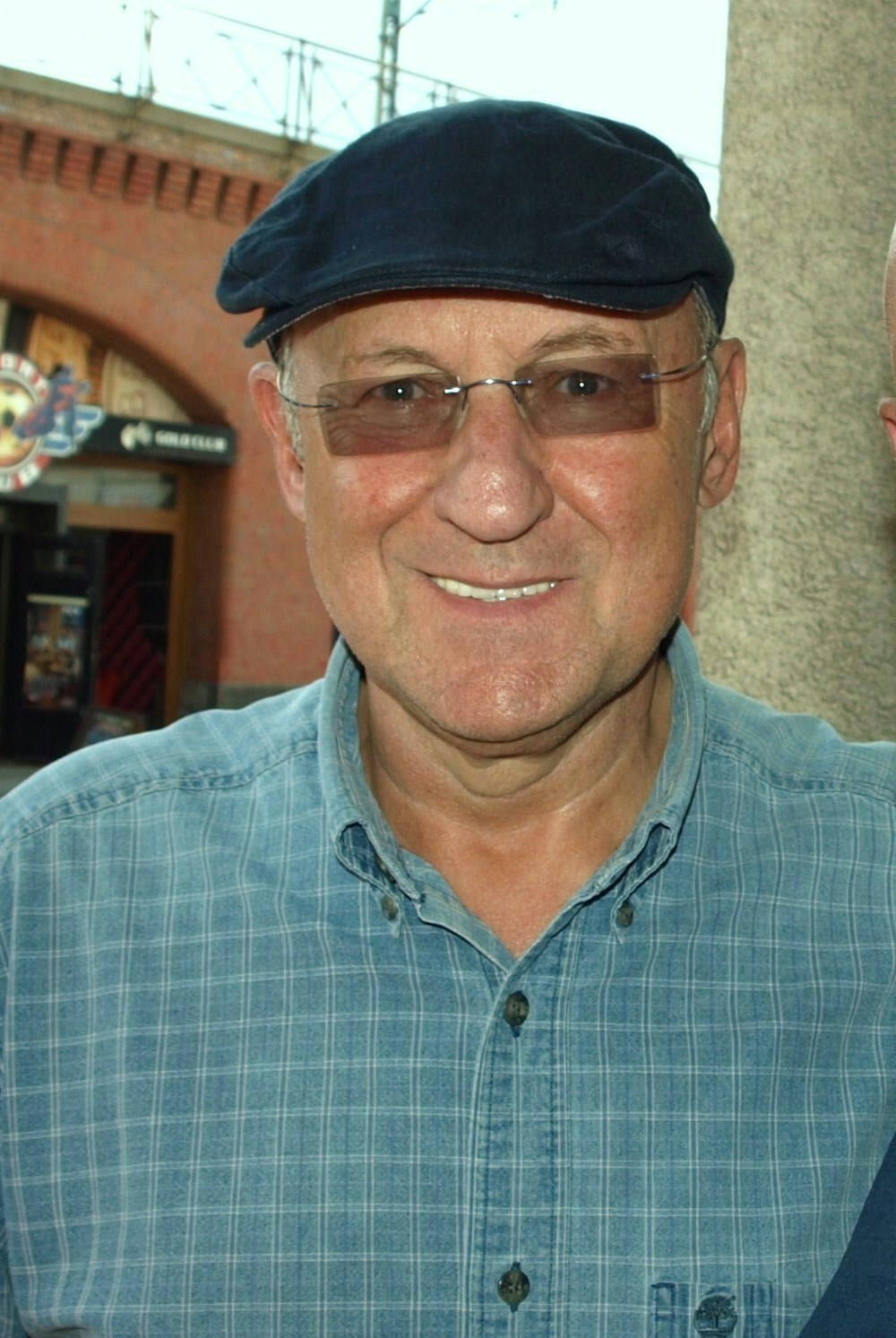
Piotr Fronczewski

Jacek Kwiatkowski – mąż Anki, prywatny przedsiębiorca, współwłaściciel firmy zajmującej się projektowaniem i wykonawstwem instalacji wodno-kanalizacyjnych. Jest jedynakiem. Nigdy nie odbył służby wojskowej, co przy niektórych okazjach wypomina mu Ula.
Grany przez Piotra Fronczewskiego.

## Ula

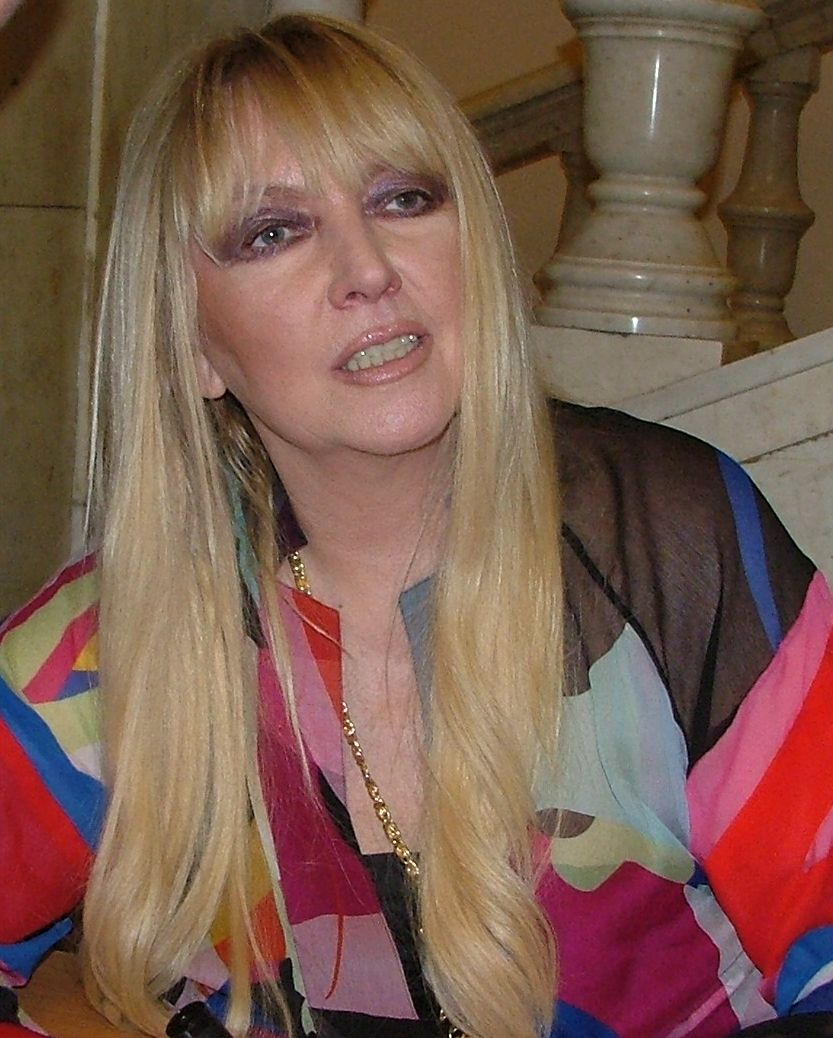
Maryla Rodowicz

Urszula – siostra Anki Kwiatkowskiej. Pracuje w Ministerstwie Obrony Narodowej na stanowisku naczelnika wydziału. Gadatliwa, nie znosi (z wzajemnością) Jacka, którego wini za rzekome zmarnowanie życia siostry. Złośliwie wszystko mu wytyka przy byle okazji. Prawie zawsze nosi przy sobie broń, pistolet HK USP. Mieszka sama, jest rozwódką.
Grana przez Marylę Rodowicz.

## Majka

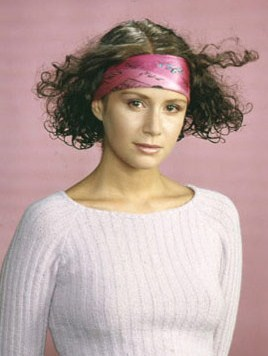
Monika Mrozowska

Maria Kwiatkowska, od odc. 157. Potulicka – córka Kwiatkowskich, od odcinka 157. żona Kuby Potulickiego. Mieszka z rodzicami, a od odcinka 157. wraz z mężem i jego dziadkiem w mieszkaniu na najwyższym piętrze kamienicy. Jej pierwszym chłopakiem był Darek, a potem Krzyś. Z wykształcenia dziennikarka, zawód ten wykonuje od odcinka 160., pracuje w tabloidzie Superfakt. W odcinku 290 zaszła w ciążę, a w odcinku 310. urodziła syna – Jasia.
Grana przez Monikę Mrozowską.

## Kuba

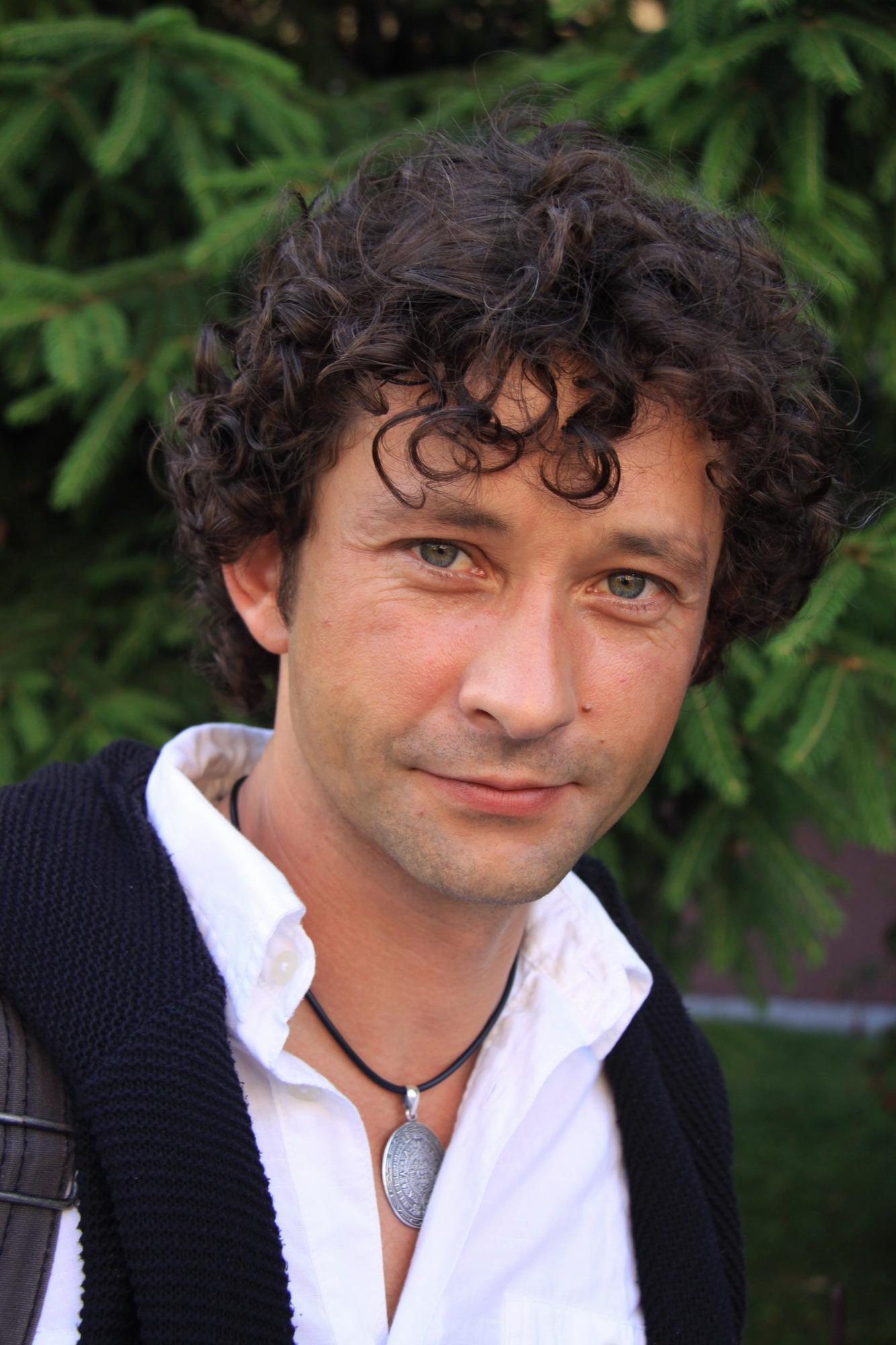
Leszek Zduń

Jakub Potulicki – mąż Majki. Mieszka wraz z nią i swoim dziadkiem w kamienicy przy ulicy Fiołkowej 16. W przyziemiu tego budynku zlokalizowana jest kafejka internetowa, której jest (wraz z Majką) właścicielem. Z wykształcenia filozof. Po raz pierwszy pojawia się w odcinku 157.
Grany przez Leszka Zdunia.

## Filip
Filip Kwiatkowski – syn Kwiatkowskich. Inteligentny i pomysłowy. Kocha pieniądze i wszystko co z nimi związane. Interesuje się także polityką.
Grany przez Sergiusza Żymełkę.

## Eliza

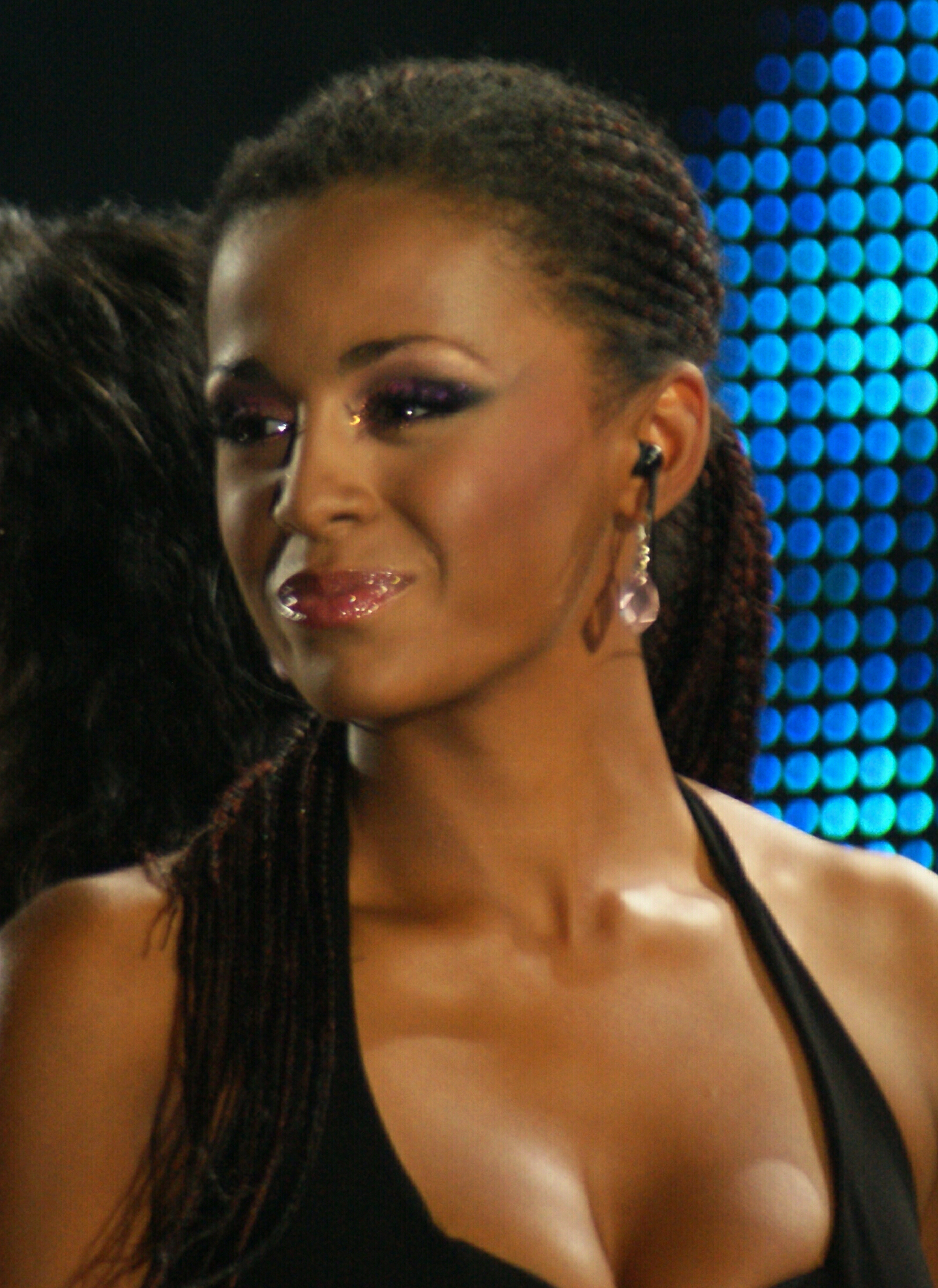
Aleksandra Szwed

Eliza, od odc. 291. Eliza Kercz – przybrana córka Kwiatkowskich. Od odcinka 291. żona Michała Kercza, którego poznała na wyjeździe integracyjnym przed rozpoczęciem studiów. Jest mulatką, jej ojciec pochodzi z Afryki. Kiedy była małą dziewczynką posiadała paranormalne umiejętności.
Grana przez Aleksandrę Szwed.

## Michał

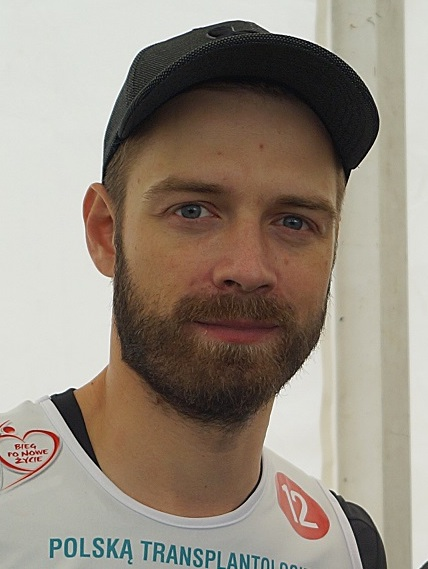
Marcin Korcz

Michał Kercz – mąż Elizy. Studiuje psychologię. Po raz pierwszy pojawia się w odcinku 290.
Grany przez Marcina Korcza.

## Romek
Roman Latosz (ur. 1986) – przybrany syn Kwiatkowskich, w połowie Rom. Najlepszy przyjaciel Filipa, któremu towarzyszy w niektórych pomysłach. Grzeczny i sympatyczny, często się zakochuje. W odcinku 260. wyjechał na studia do Szkocji w ramach programu Socrates. Wtedy też ostatni raz pojawił się w serialu.
Grany przez Aleksandra Ihnatowicza.

## Zosia

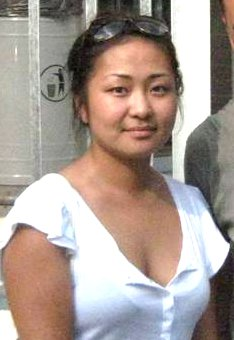
Misheel Jargalsajkhan

Zosia – przybrana córka Kwiatkowskich. Najlepsza przyjaciółka Elizy – jeszcze w czasie przebywania w domu dziecka uznały się za przyszywane siostry bliźniaczki. Ładna, inteligentna i przyjacielsko nastawiona do otoczenia. Pochodzenia azjatyckiego, jest wyznawczynią buddyzmu. W odcinku 260. wyjechała do Kanady. Wtedy też ostatni raz pojawiła się w serialu.
Grana przez Misheel Jargalsajkhan.

## Dorotka

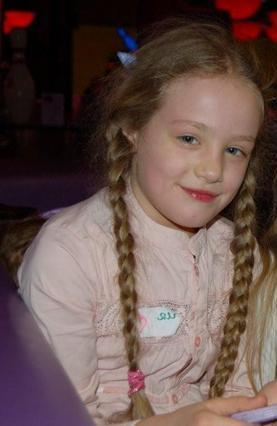
Wiktoria Gąsiewska

Dorotka – przybrana córka Kwiatkowskich. Wraz ze swoim bratem Wojtkiem trafiła do rodziny Kwiatkowskich. Gdy Anka Kwiatkowska dowiaduje się, że ich matka nie żyje, postanawia zaopiekować się rodzeństwem. Po raz pierwszy pojawia się w odcinku 260.
Grana przez Wiktorię Gąsiewską.

## Wojtek

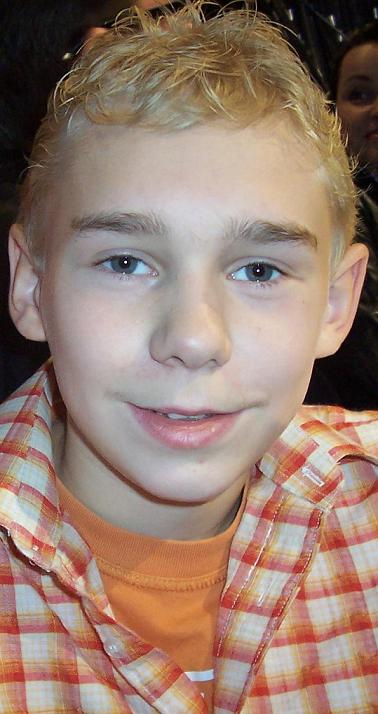
Michał Włodarczyk

Wojtek – przybrany syn Kwiatkowskich. Wraz ze swoją siostrą Dorotą trafił do rodziny Kwiatkowskich. Po raz pierwszy postać ta pojawiła się w odcinku 260.
Grany przez Michała Włodarczyka.

## Piotr i Paweł

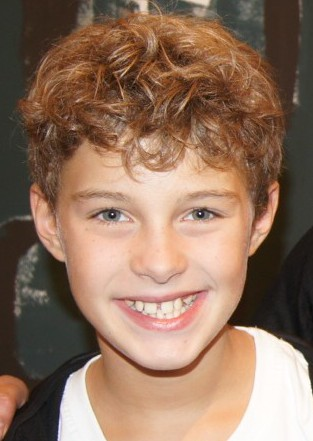
Adam Zdrójkowski

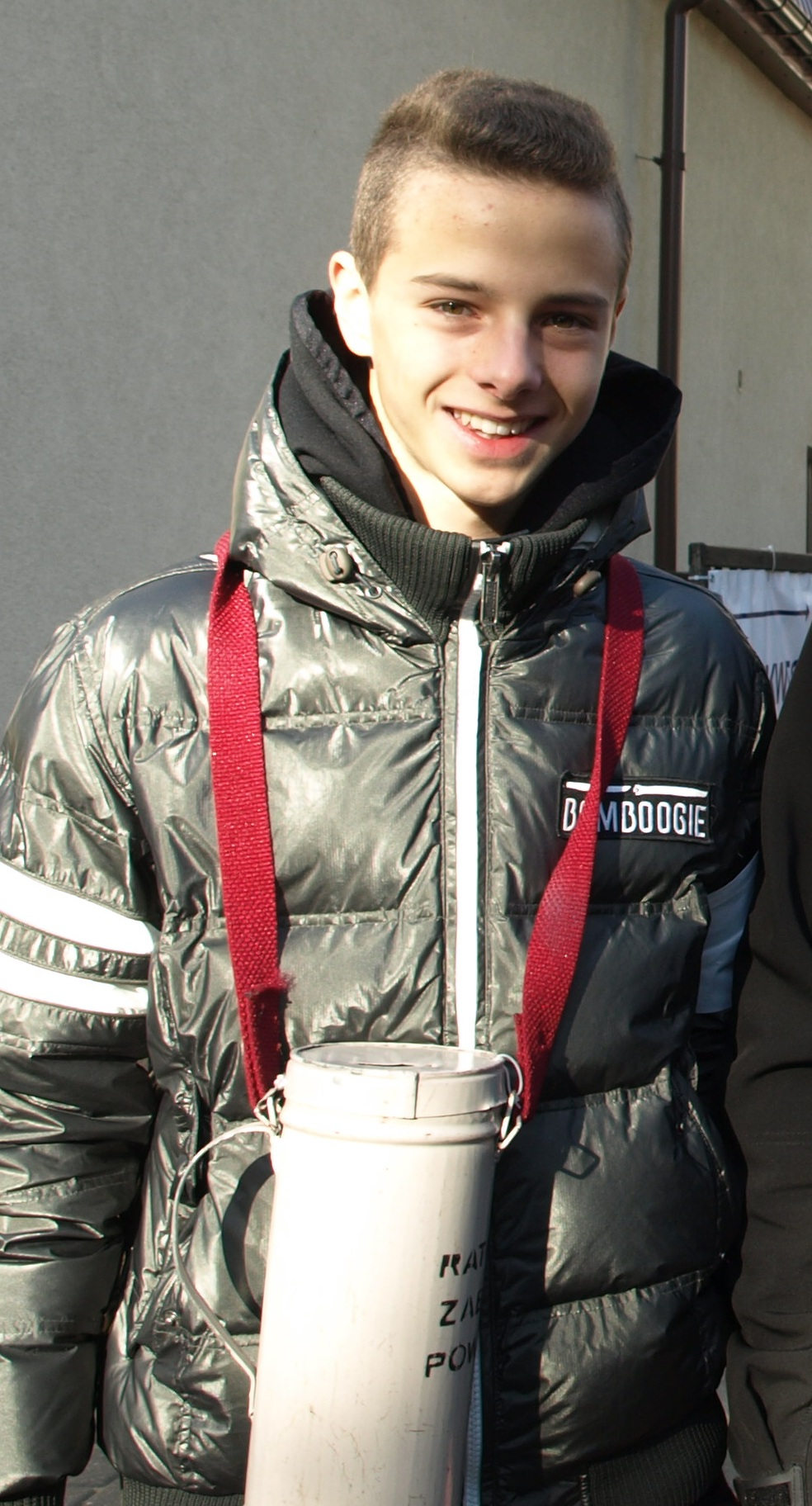
Jakub Zdrójkowski

Piotr i Paweł – przybrani synowie Kwiatkowskich, bliźniacy. Zaopiekowano się nimi, gdy Kwiatkowscy dowiedzieli się, że zmarła ich jedyna opiekunka – babcia. Po raz pierwszy pojawili się w odcinku 313.
Grani przez Jakuba i Adama Zdrójkowskich.

## Posterunkowy

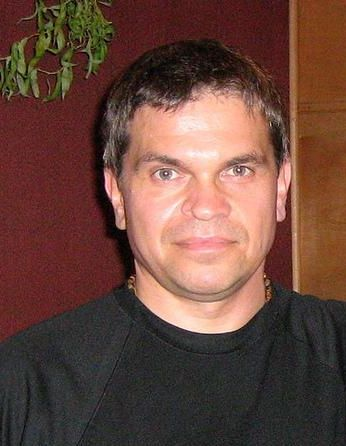
Jarosław Boberek

Policjant – nazywany przez bohaterów serialu "Panem Posterunkowym", jego prawdziwe imię nigdy nie zostało głośno powiedziane. Na czacie internetowym używał pseudonimu Poldek. Jest częstym gościem Kwiatkowskich, kawiarenki Majk@.cafe i u Kossoniów. Jest w stopniu starszego posterunkowego, jeden z odcinków poświęcony został m.in. kwestii jego awansu na ten właśnie stopień. Jest nieudolnym funkcjonariuszem, czuje strach przed przestępcami. Czasem jednak szczęśliwie udaje mu się ująć jakiegoś rabusia, jeżeli ma wyjątkowe szczęście i pomagają mu w tym różne okoliczności. W ostatnim odcinku zostaje awansowany na stopień sierżanta.
Grany przez Jarosława Boberka.

## Alutka

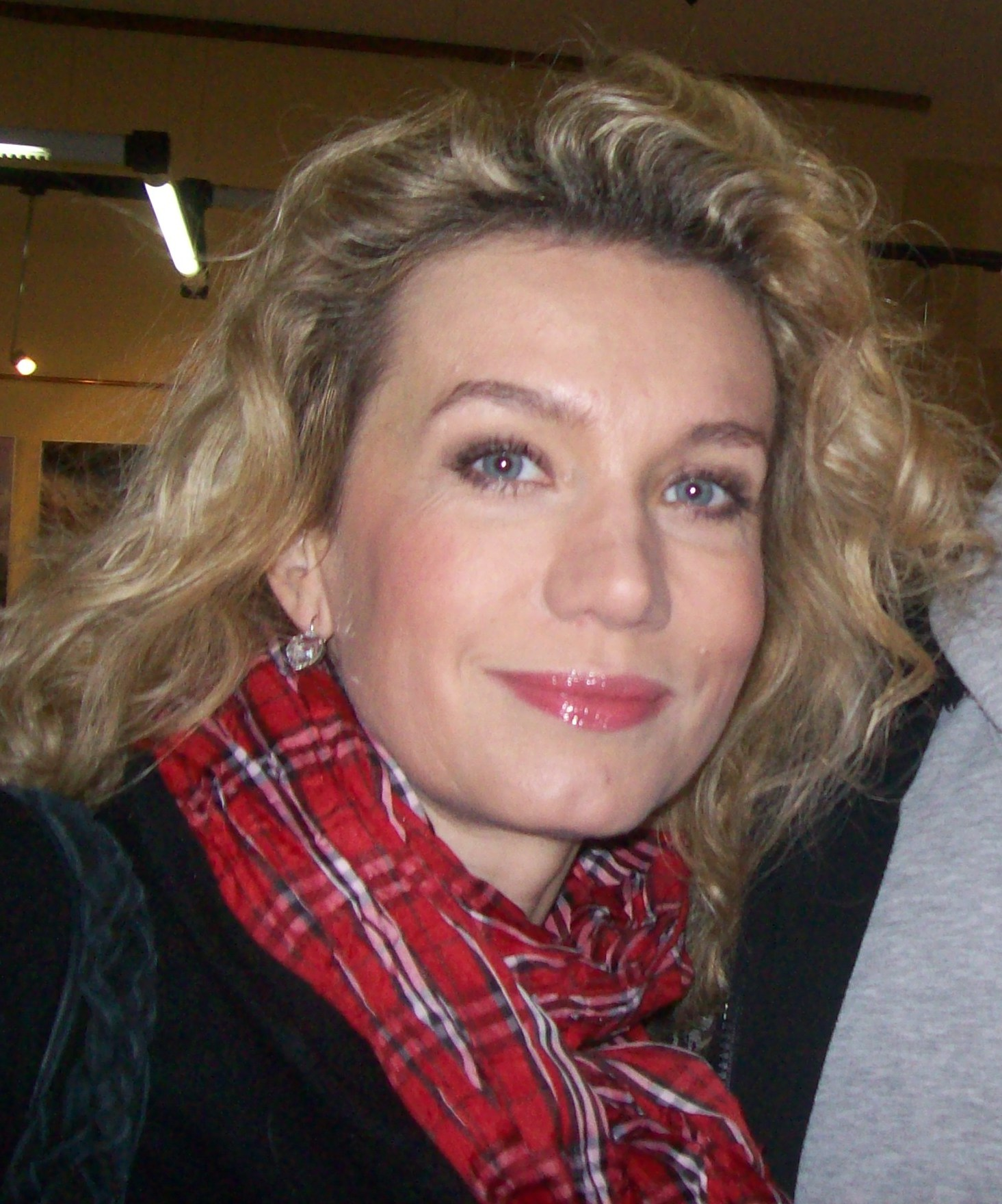
Joanna Trzepiecińska

Alicja „Alutka” Kossoń – sąsiadka Kwiatkowskich. Jest poetką żyjącą we własnym świecie (często lubi zanudzać męża swoimi przemyśleniami). Utrzymuje dobre kontakty towarzyskie z Anną Kwiatkowską, która stara się zawsze pomagać jej w problemach. W ostatnim odcinku urodziła córkę. Po raz pierwszy pojawia się w odcinku 29.
Grana przez Joannę Trzepiecińską.

## Jędrula

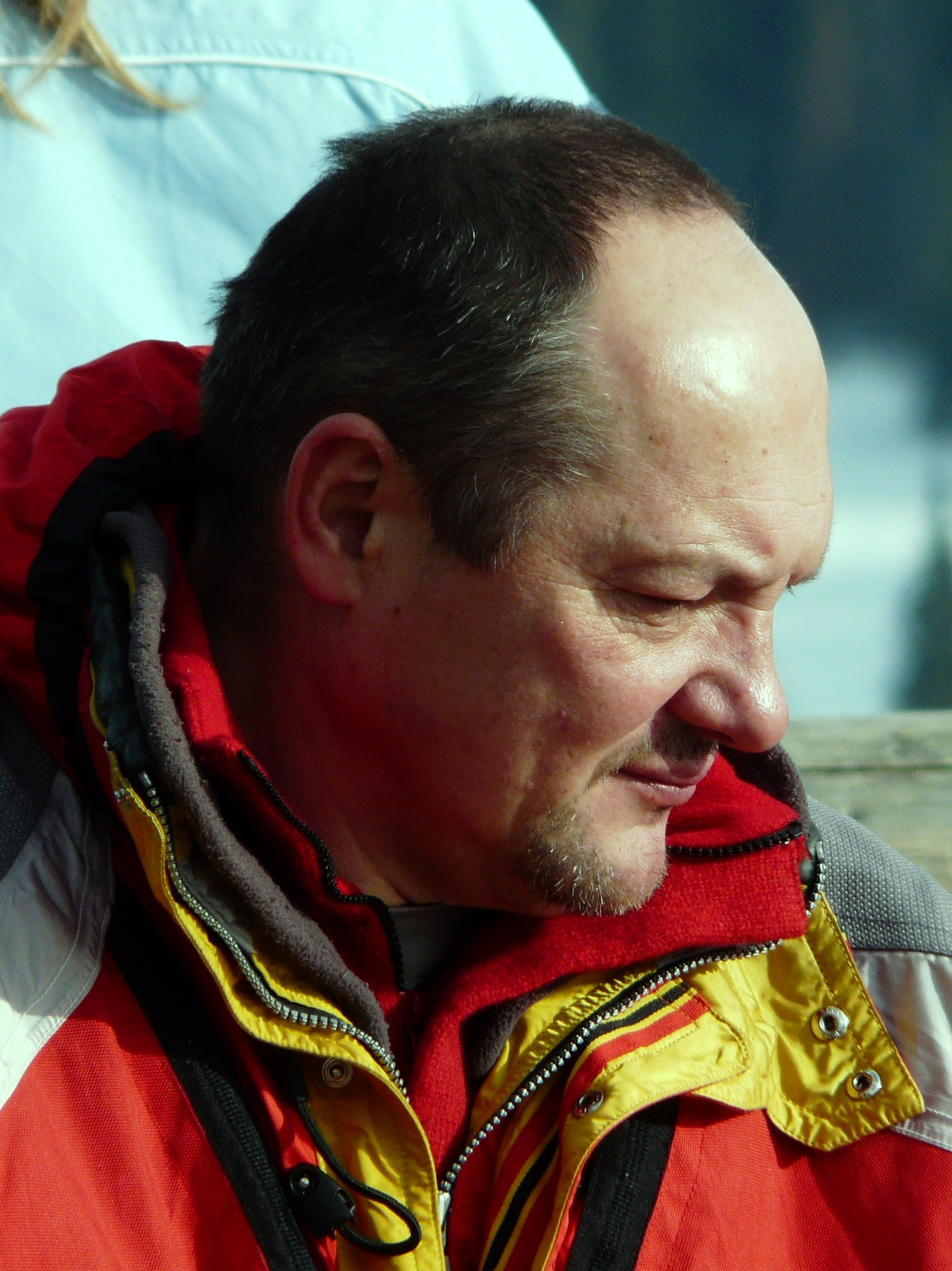
Tomasz Dedek

Andrzej/Jędrzej Kossoń – mąż Alutki i sąsiad Kwiatkowskich. Pochodzi z Korolówki pod Włodawą. Jest producentem filmowym, zajmuje się głównie realizacją seriali telewizyjnych, dzięki czemu dużo zarabia. Z wykształcenia ekonomista. Uwielbia Kwiatkowskich, zwłaszcza Jacka. Szczególnie nienawidzi posterunkowego za częste, niespodziewane wizyty w domu, co często mu udowadnia swoim żywiołowym zachowaniem. Interesuje się sportem, a szczególnie piłką nożną. Po raz pierwszy pojawia się w odcinku 29.
Grany przez Tomasza Dedka.

## Jadzia

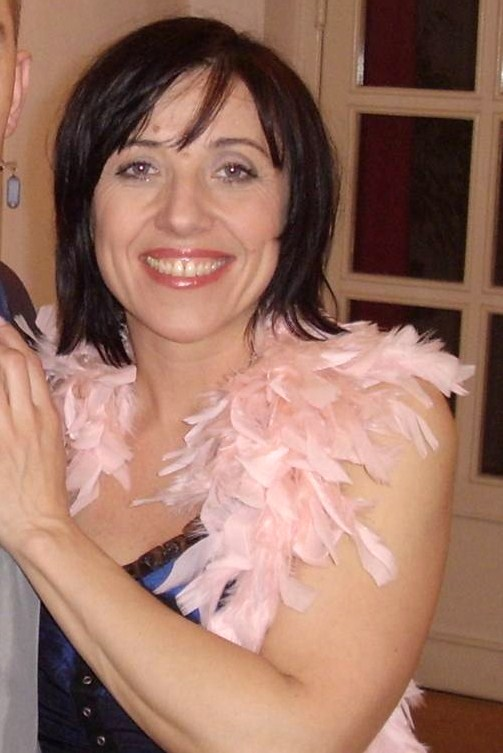
Hanna Śleszyńska

Jadwiga Kraśniak – kuzynka Anki Kwiatkowskiej, gosposia w domu Alutki i Jędruli. Pochodzi z Okuninki pod Włodawą. Boi się jechać metrem, a także wrócić na wieś. Mówi z podlaskim akcentem. Po raz pierwszy pojawia się w odcinku 82.
Grana przez Hannę Śleszyńską.

## Dziadek
Jan Ksawery Potulicki – dziadek Kuby Potulickiego. Jest emerytowanym lekarzem wojskowym (w stopniu pułkownika) o specjalności internista. Po raz pierwszy pojawia się w odcinku 157.
Grany przez Stanisława Michalskiego.

## Krysia

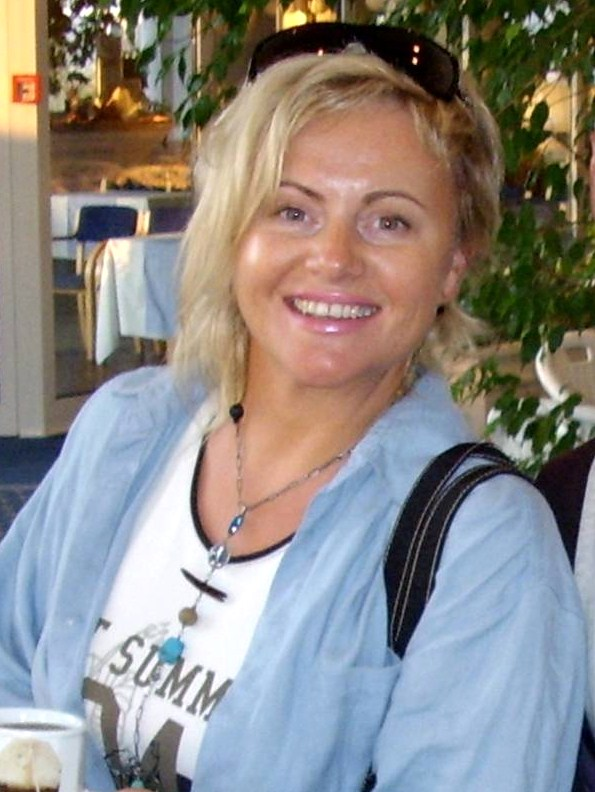
Joanna Kurowska

Krystyna Kercz – matka Michała. Przewrażliwiona i nadopiekuńcza, zwłaszcza w stosunku do syna. Nie pracuje, próbuje organizować życie innym. Po raz pierwszy pojawia się w odcinku 291.
Grana przez Joannę Kurowską.

## Włodek

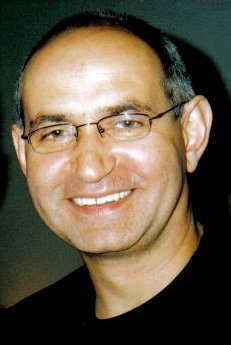
Krzysztof Dracz

Włodzimierz Kercz – mąż Krysi, ojciec Michała. Jest urzędnikiem, pracuje w Sejmie. Pantoflarz, całkowicie podporządkowany żonie. Po raz pierwszy pojawia się w odcinku 291.
Grany przez Krzysztofa Dracza.

## Lesio
Lesio Kraśniak – mąż Jadzi, rolnik, częsty gość rodziny Kossoniów. Niezbyt lubiany przez Jędrulę jak i Alutkę. Po raz pierwszy postać ta pojawiła się w odcinku 128.
Grany przez Jerzego Słonkę.

## Darek
Dariusz Kwieciński – chłopak Majki. Postać ta pojawiła się w początkowych odcinkach serialu: 11, 22, 35, 40, 43, 46, 49, 56, 58, 61, 70, 72.
Grany przez Marcina Kołodyńskiego. Z powodu śmierci aktora postać została usunięta z serialu.

## Krzyś

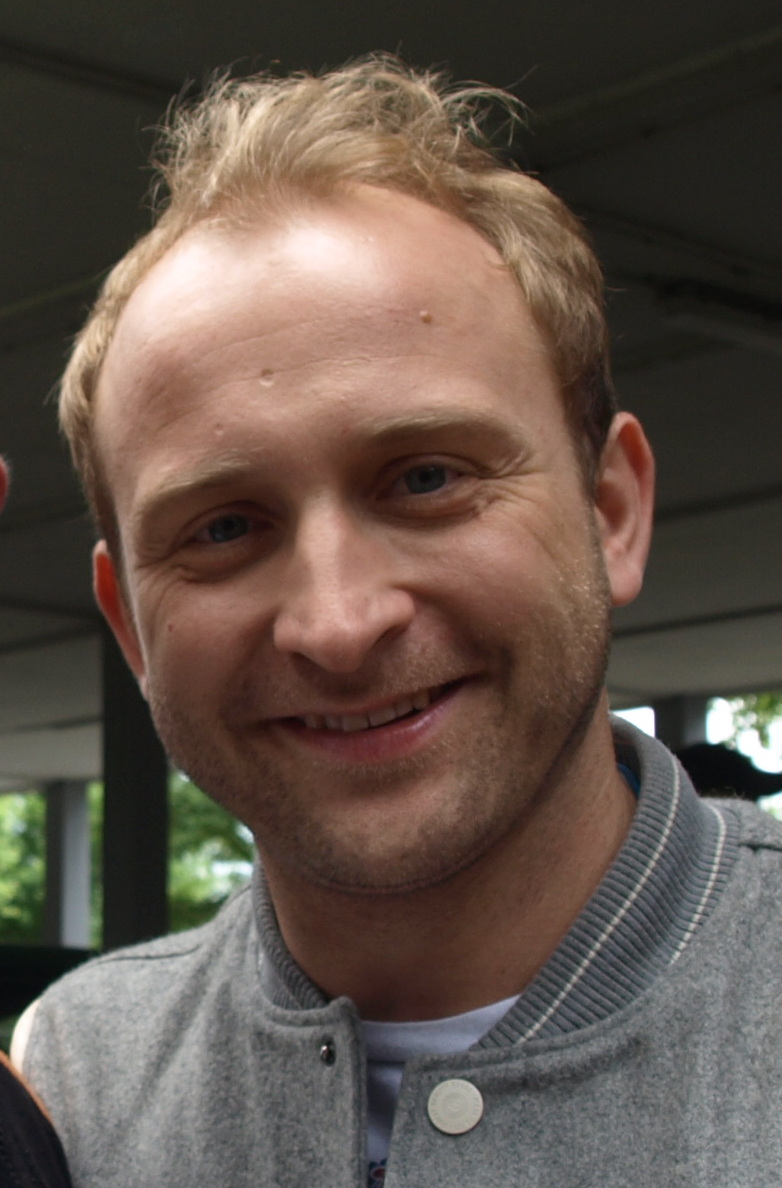
Borys Szyc

Krzysztof Kozłowski – chłopak Majki, polonista Filipa. Pojawia się w odcinkach: 97., 108., 119., 121. oraz w odcinku specjalnym pt. Bardzo dużo sylwestrów.
Grany przez Borysa Szyca.